# Джемма Галлі
Джемма Галлі (італ. Gemma Galli, 17 липня 1996) — італійська синхронна плавчиня.
Учасниця Олімпійських Ігор 2020 року.
Призерка Чемпіонату світу з водних видів спорту 2019, 2022 років.
Призерка Чемпіонату Європи з водних видів спорту 2018 року.